# Mount Lebanon (Luisiana)
Mount Lebanon é uma cidade  localizada no estado americano de Luisiana, na Paróquia de Bienville.

## Demografia
Segundo o censo americano de 2000, a sua população era de 73 habitantes.
Em 2006, foi estimada uma população de 70, um decréscimo de 3 (-4.1%).

## Geografia
De acordo com o United States Census Bureau tem uma área de
10,4 km², dos quais 10,4 km² cobertos por terra e 0,0 km² cobertos por água.

## Localidades na vizinhança
O diagrama seguinte representa as localidades num raio de 20 km ao redor de Mount Lebanon.